# Mistrzostwa Świata w Strzelectwie 1911
Mistrzostwa Świata w Strzelectwie 1911 – piętnasta edycja mistrzostw świata w strzelectwie. Odbyły się one we włoskim Rzymie. Udział brali tylko mężczyźni. 
Rozegrano jedenaście konkurencji (po raz pierwszy w takiej liczbie konkurencji rywalizowano na mistrzostwach świata). Indywidualnie najwięcej medali zdobywali Szwajcarzy: Konrad Stäheli (sześć) oraz Jakob Bryner (pięć). Ich reprezentacja zwyciężyła również w klasyfikacji medalowej. Gospodarze zajęli czwarte miejsce z dorobkiem jednego złotego i jednego brązowego medalu.

## Klasyfikacja medalowa
Gospodarze mistrzostw
| Pozycja | Kraj                 | Złoto | Srebro | Brąz | Łącznie |
| ------- | -------------------- | ----- | ------ | ---- | ------- |
| 1       | Szwajcaria           | 6     | 3      | 4    | 13      |
| 2       | Francja              | 2     | 3      | 1    | 6       |
| 3       | Belgia               | 2     | 0      | 3    | 5       |
| 4       | Włochy               | 1     | 0      | 1    | 2       |
| 5       | Holandia             | 0     | 3      | 2    | 5       |
| 6       | Cesarstwo Niemieckie | 0     | 1      | 0    | 1       |
| 6       | Dania                | 0     | 1      | 0    | 1       |

## Wyniki
| Konkurencja                                     | Złoto                                                                                            | Wynik     | Srebro                                                                                        | Wynik     | Brąz                                                                                                | Wynik     |
| Karabin wojskowy, trzy postawy, 300 m           | Louis Percy                                                                                      | 698 pkt.  | Maurice Lecoq                                                                                 | 698 pkt.  | Aix Bouwens                                                                                         | 685 pkt.  |
| Karabin wojskowy leżąc, 300 m                   | Carlo Ernesto Panza                                                                              | 248 pkt.  | Gerard van den Bergh                                                                          | 245 pkt.  | Léon Moreaux                                                                                        | 242 pkt.  |
| Karabin wojskowy klęcząc, 300 m                 | Caspar Widmer                                                                                    | 243 pkt.  | Uilke Vuurman                                                                                 | 239 pkt.  | R. Burchell                                                                                         | 235 pkt.  |
| Karabin wojskowy stojąc, 300 m                  | Auguste Marion                                                                                   | 239 pkt.  | V. L. Lommel                                                                                  | 225 pkt.  | Attilio Conti                                                                                       | 220 pkt.  |
| Karabin dowolny, trzy postawy, 300 m            | Konrad Stäheli                                                                                   | 1052 pkt. | Jakob Bryner                                                                                  | 1008 pkt. | Jean Reich                                                                                          | 992 pkt.  |
| Karabin dowolny, trzy postawy, 300 m, drużynowo | Szwajcaria Jakob Bryner Mathias Brunner Jean Reich Konrad Stäheli Caspar Widmer                  | 5014 pkt. | Francja Paul Colas Albert Courquin Husson Achille Paroche André Parmentier                    | 4705 pkt. | Belgia Paul Van Asbroeck Joseph Geens Charles Paumier du Vergier Henri Sauveur Charles Scheirlinckx | 4603 pkt. |
| Karabin dowolny leżąc, 300 m                    | Konrad Stäheli                                                                                   | 355 pkt.  | Jakob Bryner                                                                                  | 352 pkt.  | Charles Scheirlinckx                                                                                | 345 pkt.  |
| Karabin dowolny klęcząc, 300 m                  | Konrad Stäheli                                                                                   | 365 pkt.  | Jean Reich                                                                                    | 344 pkt.  | Jakob Bryner                                                                                        | 340 pkt.  |
| Karabin dowolny stojąc, 300 m                   | Konrad Stäheli                                                                                   | 332 pkt.  | Lars Jørgen Madsen                                                                            | 317 pkt.  | Jakob Bryner                                                                                        | 316 pkt.  |
| Pistolet dowolny, 50 m                          | Charles Paumier du Vergier                                                                       | 528 pkt.  | Jean Carrère                                                                                  | 510 pkt.  | Norbert Van Molle                                                                                   | 510 pkt.  |
| Pistolet dowolny, 50 m, drużynowo               | Belgia Norbert Van Molle Serruys Philippe Cammaerts Paul Van Asbroeck Charles Paumier du Vergier | 2473 pkt. | Cesarstwo Niemieckie Grossmann Eduard Ehricht Richard Fischer Eduard Schmeisser Joachim Vogel | 2456 pkt. | Szwajcaria Mathias Brunner Jules Landry Conrad Karl Röderer Konrad Stäheli Caspar Widmer            | 2425 pkt. |